# Tharros (stolica tytularna)

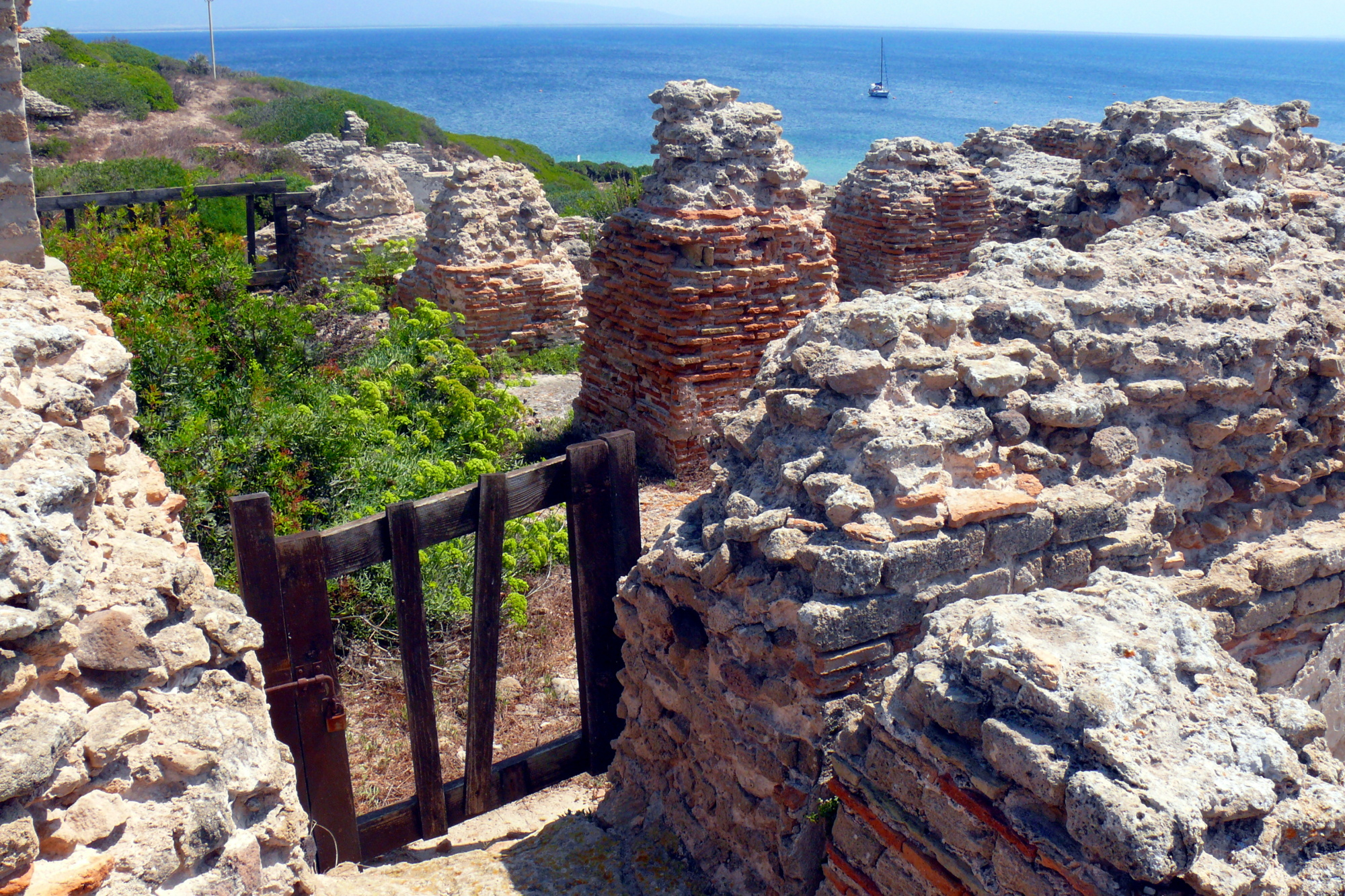
Pozostałości dawnego miasta Tharros

Tharros (łac. Dioecesis Tharrensis) – stolica historycznej diecezji w Italii erygowanej w V wieku, a włączonej w 1070 w skład diecezji Oristano i Bosa.
Starożytne miasto Tharros odpowiada współczesnemu miastu Cabras i znajduje się w prowincji Oristano we Włoszech, na Sardynii. Obecnie katolickie biskupstwo tytularne ustanowione w 1970 przez papieża Pawła VI.

## Biskupi tytularni
| Lp. | Biskup                  | Funkcja                                          | Od              | Do               |
| --- | ----------------------- | ------------------------------------------------ | --------------- | ---------------- |
| 1   | Josip Uhač              | nuncjusz apostolski                              | 23 czerwca 1970 | 18 stycznia 1998 |
| 2   | Antal Spányi            | biskup pomocniczy Ostrzyhomia-Budapesztu (Węgry) | 13 lutego 1998  | 4 kwietnia 2003  |
| 3   | Wenceslao Selga Padilla | prefekt apostolski Ułan Bator (Mongolia)         | 2 sierpnia 2003 | 25 września 2018 |
| 4   | László Kerekes          | biskup pomocniczy Alba Iulia (Rumunia)           | 26 maja 2020    |                  |